# Styvhårig daggkåpa
Styvhårig daggkåpa (Alchemilla hirsuticaulis) är en rosväxtart som beskrevs av Harald Lindberg. Enligt Catalogue of Life ingår Styvhårig daggkåpa i släktet daggkåpor och familjen rosväxter, men enligt Dyntaxa är tillhörigheten istället släktet daggkåpor och familjen rosväxter. Enligt den finländska rödlistan är arten sårbar i Finland. Arten har ej påträffats i Sverige. Artens livsmiljö är torra gräsmarker. Inga underarter finns listade i Catalogue of Life.